# سد بینگا
سد بینگا (به لاتین: Binga Dam) یک سد در فیلیپین است که در Brgy. Tinongdan, Itogon, Benguet واقع شده‌است.